# 牵风记
《牵风记》是作家徐怀中的长篇小说，曾荣获2019年第十届茅盾文学奖。

## 故事梗概
《牵风记》讲述了1947年晋冀鲁豫野战军挺进大别山，女主角汪可逾参加中国人民解放军却在19岁不幸牺牲的壮烈故事。

## 主要人物
- 汪可逾，汪可逾乳名纸团儿，曾在北平市学习，后来加入中国人民解放军。
- 齐竞，野战军部队的干部。
- 曹水儿，高大健硕，但是头脑简单，最后和保长女儿发生关系后遭反告“强奸”，被判死刑。